# 國王遊戲 The Animation
《國王遊戲 The Animation》。由日本同名暢銷小說作家金澤伸明代表作《國王遊戲》改編而成的電視動畫，在2017年10月5日起AT-X電視台首播。電視動畫將描寫結合系列第1作《國王遊戲》及第2作《國王遊戲 終極》兩個故事構成的原創劇本。
主要聲優陣容方面則有宮野真守（飾 金澤伸明）、堀江由衣（飾 本多奈津子）、M·A·O（飾 本多智惠美）、Pile（飾 岩村莉愛）、佐佐木祐輔（飾 赤松健太）、立花慎之介（飾 橋本直也）、上原明里（飾 松本里緒菜） 等48名參與配音聲優出演。

## 劇情
一天，伸明的班級所有人都收到來自「國王」不可違背的命令簡訊。開始只是平常的命令，大家也當作玩笑執行了。可是，命令逐漸升級，演變成賭命遊戲。不服從命令者則死！無邊的恐懼開始腐蝕著同學間的友情，也考驗著大家的人性。

## 角色簡介
| 本列表僅列出重要角色之簡介，詳細介紹請看登場人物 | 本列表僅列出重要角色之簡介，詳細介紹請看登場人物 | 本列表僅列出重要角色之簡介，詳細介紹請看登場人物 | 本列表僅列出重要角色之簡介，詳細介紹請看登場人物                                |
| 座號                                             | 角色                                             | 聲優                                             | 簡介                                                                            |
| 主人公                                           | 主人公                                           | 主人公                                           | 主人公                                                                          |
| ------------------------------------------------ | ------------------------------------------------ | ------------------------------------------------ | ------------------------------------------------------------------------------- |
| 1207                                             | 金澤伸明                                         | 宮野真守                                         | 前汰魔丘學園學生，後轉學至私立九禮學園。 正義感極強，發現國王遊戲是真正存在的。 |
| 私立汰魔丘學園                                   |                                                  |                                                  |                                                                                 |
| 01                                               | 安達信吾                                         | 濱添伸也                                         |                                                                                 |
| 02                                               | 阿部利幸                                         | 松岡禎丞                                         |                                                                                 |
| 03                                               | 石井里美                                         | 辻美優                                           |                                                                                 |
| 04                                               | 井上浩文                                         | 成澤卓                                           |                                                                                 |
| 05                                               | 井本祐子                                         | 不適用                                           |                                                                                 |
| 06                                               | 岩村莉愛                                         | Pile                                             | 性格沉默寡言，相當冷靜且萬分聰明。                                              |
| 07                                               | 岩本真希                                         | 不適用                                           |                                                                                 |
| 08                                               | 上田陽介                                         | 內田雄馬                                         |                                                                                 |
| 09                                               | 上田佳奈                                         | 牧野由依                                         |                                                                                 |
| 10                                               | 牛島元基                                         | 不適用                                           |                                                                                 |
| 11                                               | 大野明                                           | 落合福嗣                                         |                                                                                 |
| 13                                               | 河上勇佑                                         | 戶谷公人                                         |                                                                                 |
| 14                                               | 川野千亞                                         | 福島亞美                                         |                                                                                 |
| 15                                               | 木下明美                                         | 結崎木乃美                                       |                                                                                 |
| 16                                               | 城川真美                                         | 大坪由佳                                         |                                                                                 |
| 17                                               | 田崎大輔                                         | 菅沼久義                                         |                                                                                 |
| 18                                               | 豐田秀樹                                         | 赤羽根健治                                       |                                                                                 |
| 19                                               | 中尾美奈子                                       | 佐佐木未來                                       |                                                                                 |
| 20                                               | 中島美咲                                         | 柚木梨沙                                         |                                                                                 |
| 21                                               | 橋本直也                                         | 立花慎之介                                       | 伸明的好友，景仰著可靠的伸明。                                                  |
| 22                                               | 平野奈美                                         | 鈴木實里                                         |                                                                                 |
| 23                                               | 藤岡俊之                                         | 酒井廣大                                         |                                                                                 |
| 24                                               | 本多智惠美                                       | M·A·O                                            | 伸明的女友，為了伸明什麼都願意去做。                                            |
| 25                                               | 松嶋義文                                         | 不適用                                           |                                                                                 |
| 26                                               | 松本雅美                                         | 富田美憂                                         |                                                                                 |
| 27                                               | 丸岡香織                                         | 本多真梨子                                       |                                                                                 |
| 28                                               | 水内祐輔                                         | 不適用                                           |                                                                                 |
| 29                                               | 宮崎繪美                                         | 鈴木美咲                                         |                                                                                 |
| 30                                               | 八尋翔太                                         | 森嶋秀太                                         |                                                                                 |
| 31                                               | 山口寬子                                         | 天宮美耶                                         |                                                                                 |
| 32                                               | 山下敬太                                         | 永野由祐                                         |                                                                                 |
| 私立九禮學園                                     |                                                  |                                                  |                                                                                 |
| 01                                               | 赤松健太                                         | 佐佐木祐輔                                       | 性格直率熱血，相信著伸明。                                                      |
| 02                                               | 井口明日香                                       | 不適用                                           |                                                                                 |
| 03                                               | 稻葉雅彥                                         | 不適用                                           |                                                                                 |
| 04                                               | 上松雪                                           | 不適用                                           |                                                                                 |
| 05                                               | 池谷華子                                         | 不適用                                           |                                                                                 |
| 06                                               | 大居勝利                                         | 真田侑                                           |                                                                                 |
| 08                                               | 倉本綾                                           | 藤田咲                                           |                                                                                 |
| 09                                               | 黑澤大輝                                         | 堀之内仁                                         |                                                                                 |
| 10                                               | 小林優奈                                         | 中島愛                                           |                                                                                 |
| 11                                               | 榊原俊文                                         | 堀内隼人                                         |                                                                                 |
| 12                                               | 坂本拓哉                                         | 日野聰                                           |                                                                                 |
| 13                                               | 櫻井惠                                           | 不適用                                           |                                                                                 |
| 14                                               | 佐藤勇一                                         | 鈴木達央                                         |                                                                                 |
| 15                                               | 神馬竜也                                         | 外崎友亮                                         |                                                                                 |
| 16                                               | 杉澤遼                                           | 花倉洸幸                                         |                                                                                 |
| 17                                               | 高田真                                           | 高田誠                                           |                                                                                 |
| 18                                               | 高村美沙                                         | 不適用                                           |                                                                                 |
| 19                                               | 宅見七海                                         | 花房里枝                                         |                                                                                 |
| 20                                               | 谷川鮎美                                         | 不適用                                           |                                                                                 |
| 21                                               | 永田輝晃                                         | 鈴木崚汰                                         |                                                                                 |
| 22                                               | 長谷川翔                                         | 不適用                                           |                                                                                 |
| 23                                               | 榛名蒼                                           | 不適用                                           |                                                                                 |
| 24                                               | 古澤翼                                           | 打田雅史                                         |                                                                                 |
| 25                                               | 本多奈津子                                       | 堀江由衣                                         | 對轉學至班上伸明有好感，智惠美的姊姊。                                          |
| 26                                               | 松岡彩                                           | 尾崎由香                                         |                                                                                 |
| 27                                               | 松本里緒菜                                       | 上原明里                                         | 因為伸明很善良，漸漸的愛上他。                                                  |
| 28                                               | 綠川隼人                                         | 不適用                                           |                                                                                 |
| 29                                               | 南理奈                                           | 優木加奈                                         |                                                                                 |
| 30                                               | 村角愛美                                         | 木戶衣吹                                         |                                                                                 |
| 31                                               | 桃木遙香                                         | 荒浪和沙                                         |                                                                                 |
| 32                                               | 雪村美月                                         | 木下鈴奈                                         |                                                                                 |

## 登場人物
- 角色介紹僅為動畫版劇情

金澤伸明（聲：宮野真守）
本作的主角。前汰魔丘學園學生，後轉學至私立九禮學園。正義感極強，發現國王遊戲是真正存在的。目睹同伴一個個死去，決心找出國王的正體，擊敗國王，卻也被一部分人懷疑他就是國王。
在原作第一部是唯二的倖存者，於原作第二部與動畫最後遭奈津子偷襲使用電鋸割喉而死亡。

### 私立汰魔丘學園
本多智惠美（聲：M·A·O）
本作第一部的主要學生角色。伸明的女友，奈津子的妹妹。性格開朗親切溫和，心地善良，為了伸明什麼也願意去做。為救下橋本直也的性命聽從伸明的方法不惜犧牲自己的貞操。
在原作第一部是唯二的倖存者，但因大腿遭到阿部利幸用刀刺傷血流不止而死，動畫則是讓伸明殺死自己。
岩村莉愛（聲：Pile）
本作第一部的主要學生角色。留有半長白髮，面無表情的少女，性格沉默寡言，相當冷靜且聰明。
始終平靜的看待國王遊戲，並有條有理的分析出國王遊戲真正的掀開人性黑暗面的本質。對「國王」的追尋一直超過伸明的進度，幾乎不關心人的生死，與伸明起了多次衝突。但看似毫無人性又冷漠，其實將自己的溫柔藏在心底。其真實身份是遊戲之王兼頂尖黑客「神之盡頭」，同時也是鳳凰轉世。
最後打算消除國王病毒，被國王視為違反國王的命令「有可能妨礙遊戲的進行」，最後在漫畫與動畫中被國王罰以焚身而活活被燒死，並告訴伸明和智惠美把他們倆人當成是能夠勝過國王的保險，最後拜託兩人要撐過國王遊戲。
橋本直也（聲：立花慎之介）
本作第一部的主要學生角色。伸明的好友，景仰著可靠的伸明。性格懦弱，但卻可以為重要的人們付出自己的生命。
在最後一個命令中被指定為拋骰子的人而死亡。
平野奈美（聲：鈴木實里）
收到國王命令，為找出國王是誰，奈美對自己下達命令要摸國王。因為相信伸明說國王就在班上，把全班都摸過了一遍，但是並沒有收到服從簡訊，最後被懲罰失明。從明美口中得知下一道命令是要伸明失去最重要的東西，奈美認為失明很痛苦，自己也很害怕要繼續玩國王遊戲，不過也很珍惜和伸明在一起的這段期間，漸漸喜歡上伸明，想讓自己成為伸明最重要的東西，最後在沙灘上寫下對伸明的告白後投海自盡身亡。
上田陽介（聲：內田雄馬）
喜歡香織，對香織相當保護。自己也有在暗中調查國王遊戲，發現最開始出現國王遊戲的地方是夜鳴村。拜託伸明如果自己死就代替自己保護香織，但陽介還是違反國王遊戲命令中做出不必要的行為，因哭泣違反命令而受分屍懲罰，最後把電郵的連結傳送給伸明，但在快要接到香織打來的電話前被分屍的懲罰身亡。
丸岡香織（聲：本多真梨子）
喜歡陽介。打算等國王遊戲結束後向陽介告白。收到陽介的死訊後認為伸明是國王而害了陽介，當伸明解釋後才了解陽介對自己的心意。但最後還是違反國王遊戲命令中做出不必要的行為，因哭泣違反命令而受心臟麻痺的懲罰身亡。
田崎大輔（聲：菅沼久義）
夢想成為音樂人。收到國王命令，要和中島美咲上床。雖然服從命令但卻引起美咲的男友-翔太的不滿，翔太收到國王的命令後命令大輔上吊自殺。雖然伸明和直也陪大輔一起玩樂團到超過規定時間，但伸明發現大輔家的時鐘比原來的時間還快，不過一切都來不及了，大輔最後還是不幸上吊自殺，已死亡。
八尋翔太（聲：森嶋秀太）
中島美咲的男友，曾以為國王遊戲是惡作劇而命令大輔上吊自殺後後悔不已。於違反國王遊戲命令中做出不必要的行為，因拒接簡訊違反命令而受窒息的懲罰，已死亡。
中島美咲（聲：柚木梨沙）
八尋翔太的女友，曾為服從命令而和大輔上床結果引發翔太的不滿。於違反國王遊戲命令中做出不必要的行為，因哭泣違反命令而受斷頭的懲罰，已死亡。
上田佳奈（聲：牧野由依）
為服從國王的命令，要和橋本直也舉行人氣投票，票數低的一方要接受懲罰。佳奈為了贏過直也而色誘其他男生和威脅其他女生投給自己，但最後票數還是輸給直也，懲罰內容發布之前，就在極度恐慌之下跳樓自殺後，收到的懲罰內容是：「要和自己喜歡的人告白」，但因傷勢過重而身亡，已死亡。
阿部利幸（聲：松岡禎丞）
收到下一個國王命令，由班上一人擲骰子，並依骰子數量指名同學，擲骰子者和被指名者都得接受懲罰。但沒人願意主動擲骰子，所以利幸為保求自保而把智惠美當人質來威脅眾人。最後因為俊之拜託直也指名利幸而遭受到懲罰，已死亡。
石井美（聲：辻美優）
為服從國王的命令，要讓豐田秀樹摸自己的胸部，但自己拒絕而無法完成命令而受到懲罰，已死亡。
豐田秀樹（聲：赤羽根健治）
為服從國王的命令，要摸石井里美的胸部，但因為里美拒絕而無法完成命令而受到懲罰，已死亡。
水内祐輔
於違反國王遊戲命令中做出不必要的行為，因拒接簡訊違反命令而受心臟麻痺死亡，已死亡。
井上浩文（聲：成澤卓）
於違反國王遊戲命令中做出不必要的行為，因哭泣違反命令而受自焚的懲罰，已死亡。
井本祐子
於違反國王遊戲命令中做出不必要的行為，因哭泣違反命令而受自焚的懲罰，已死亡。
大野明（聲：落合福嗣）
於男生抽卡拿到第100張命令而受心臟麻痺的懲罰，已死亡。
河上勇佑（聲：戶谷公人）
於違反國王遊戲命令中做出不必要的行為，因哭泣違反命令而受分屍的懲罰，已死亡
城川真美（聲：大坪由佳）
於違反國王遊戲命令中做出不必要的行為，因哭泣違反命令而受斬首的懲罰，已死亡。
松嶋義文
於違反國王遊戲命令中做出不必要的行為，因哭泣違反命令而受窒息的懲罰，已死亡。
宮崎繪美（聲：鈴木美咲）
於違反國王遊戲命令中做出不必要的行為，因哭泣違反命令而受心臟麻痺的懲罰，已死亡。
山口寬子（聲：天宮美耶）
於違反國王遊戲命令中做出不必要的行為，因哭泣違反命令而受心臟麻痺的懲罰，已死亡。
木下明美（聲：結崎木乃美）
收到下一個國王命令，要分別向兩名同學傳送「去死」的簡訊，最後確認服從。於違反國王遊戲命令中做出不必要的行為，因手機解約視同違反命令而受溺斃的懲罰，已死亡。
安達信吾（聲：濱添伸也）
收到下一個國王命令，要分別向兩名同學傳送「去死」的簡訊，結果和牛島元基吵架，最後被牛島元基推下樓梯摔死，已死亡。
牛島元基
收到明美傳送的「去死」簡訊而自然死的懲罰，已死亡。
岩本真希
收到明美傳送的「去死」簡訊而自然死的懲罰，已死亡。
藤岡俊之（聲：酒井廣大）
拜託直也指定自己，最後受到懲罰。已死亡。
川野千亞（聲：福島亞美）
因被利幸脅迫的直也指名而受到懲罰，已死亡。
中尾美奈子（聲：佐佐木未來）
因被利幸脅迫的直也指名而受到懲罰，已死亡。
松本雅美（聲：富田美憂）
想離開國王遊戲而嘗試割腕自殺，因被直也指名而受到懲罰。已死亡。
山下敬太（聲：永野由祐）
因被直也無意的指名而受斬首的懲罰，已死亡。

### 私立九禮學園
本多奈津子（聲：堀江由衣）
本作第二部的主要學生角色。對轉學至班上伸明有好感，智惠美的姊姊。表面性格開朗和善，實際冷血兇殘。為活下來什麼事都願意做，幾乎騙過所有人，同學之間擾亂關係的始作俑者。
在想殺死伸明時，被里緒菜用電鋸砍傷背部，但還留有一口氣，用僅剩的力氣使用電鋸殺死了伸明，最後自身也失血過多而死亡。
松本里緒菜（聲：上原明里）
本作第二部的主要學生角色。要別人稱呼自己時使用敬語的強硬女孩，由於伸明的善良，慢慢的愛上了他。本人正直善良，可以為了伸明拋下一切，沒有伸明就不知道該怎麼辦。
在原作第二部是最後的倖存者，最後抱著伸明的屍體投海自盡身亡。
赤松健太（聲：佐佐木祐輔）
本作第二部的主要學生角色。性格直率熱血，相信著伸明。在接受美月的告白後，因為美月突然對愛產生扭曲，打算把簡訊傳給他和美月自己好讓兩人一同死去，為了阻止打昏美月，最終健太未能服從對自己下達的國王命令「要保護美月到最後一刻」，而被懲罰與美月一同死亡。
雪村美月（聲：木下鈴奈）
喜歡赤松健太，在與健太告白後得到答覆後，因為對於愛產生扭曲，原本打算把簡訊傳給自己和健太好讓兩人一同死去，而被健太打昏而被阻止，最終和健太兩人還是因未服從國王的命令，而被懲罰並與健太一同死亡。
村角愛美（聲：木戶衣吹）
奈津子的好友，奈津子為了活命強制斷了愛美右手4根手指，愛美因為看在與奈津子的友情上並給奈津子正分4分以抵銷輝晃給奈津子的負分4分，奈津子卻又折斷了愛美的右手大拇指，是說為了讓愛美存活下來，要愛美給自己正分1分以抵銷輝晃給的負分1分，讓全體得以確認服從命令而存活，收到下一個國王命令，每隔8小時，距離鵺首山最遠的人將給予懲罰，並和同學一起跑，最後約定的時限快到時，突然往回跑，並讓自己接受懲罰而暫時搶救大家，被懲罰斷頭死去，在被懲罰到來的前夕懷念與奈津子成為朋友的往往過去的回憶，能有奈津子這樣的朋友是她最幸福的事了，已死亡。
永田輝晃（聲：鈴木崚汰）
夢想成為理髮師。因命令而與本多奈津子做愛，也因這樣手機被奪走而被其威脅。為奪回手機而自斷手指要求本多奈津子把自己的手機和伸明的手機還給自己和伸明，斷了左手5根，負分4分給了本多奈津子，另一個負分1分給了愛美，但是本多奈津子預料到輝晃會奪回手機，而早已將他的手機設定成拒收國王的簡訊，因拒收國王的簡訊是違反規則，不允許中途放棄，而深害他被國王懲罰，被罰斷頭死去，已死亡。
小林優奈（聲：中島愛）
收到下一個國王命令，每隔8小時，距離鵺首山最遠的人將給予懲罰，已經快要抵達鵺首山的同時，遭遇到已經提前抵達鵺首山的本多奈津子，被本多奈津子指路錯誤的方向而迷路，迷路的同時遇到了理奈，正要跟著理奈往回走的同時，而踩空差點跌入斷崖之中，理奈原本打算救她而拉她一把，但理奈看著岩石可能隨時會鬆動而使她們一起掉下去，因此改變心意而放手見死不救，優奈眼睜睜看著理奈自私的離去，被以未能服從國王而必須接受懲罰，最終墜落於斷崖中受到重傷而吐血致死，已死亡。
南理奈（聲：優木加奈）
收到下一個國王命令，每隔8小時，距離鵺首山最遠的人將給予懲罰，已經抵達鵺首山的同時，遭遇到已經提前抵達鵺首山的本多奈津子，受到本多奈津子的語言刺激，而精神失控墜落於斷崖中，被以未能服從國王而必須接受懲罰，被多根樹根穿刺身體而吐血致死，已死亡。
大居勝利（聲：真田侑）
收到下一個國王命令，每隔8小時，距離鵺首山最遠的人將給予懲罰，並和同學一起跑時，被跑在後頭的坂本拓哉拉住被推下天橋而受重傷，最後與伸明和里緒菜在海邊看著日出時，因體力已經到極限而掉入海中，雖然伸明跳海想救他，但依然還是搶救無效而葬身海中，已死亡。
坂本拓哉（聲：日野聰）
中了奈津子設的陷阱而動彈不得，恰巧發現南理奈經過，用手抓住了南理奈的腳，要求南理奈幫他一把，但被南理奈拒絕並被南理奈賞了一腳踹到臉上，被南理奈說是害死大居勝利的報應，最後被以未能服從國王而被施於懲罰，被罰吐血致死，已死亡。
杉澤遼（聲：花倉洸幸）
看到輝晃的遺體而差點精神錯亂，還給輝晃的無頭遺體戴上本來要送給輝晃的帽子，為了服從國王的命令將伸明擊昏，並使用奈津子給予的電鋸打算鋸下自己的四肢，正要鋸下自己左腿時，被奈津子惡意一踩而斷了左腿，但遼自身就立刻當場身亡，已死亡。
佐藤勇一（聲：鈴木達央）
因為對伸明使用暴力違反國王的命令全身噴血而死，已死亡。
松岡彩（聲：尾崎由香）
目擊遼去死後大受打擊企圖掐死奈津子，但不幸被奈津子用電鋸殺害，已死亡。
倉本綾（聲：藤田咲）
為服從國王的命令，毀了所有自己的東西，殺死了自己的家人，唯獨下不了手殺死自家養的狗「巧克力」，所以未能服從國王的命令被懲罰，已死亡
桃木遙香（聲：荒浪和沙）
為服從國王的命令，要讓古澤翼摸自己的胸部，但是翼已經死亡，所以未能服從命令而受到懲罰，已死亡。
古澤翼（打田雅史）
於命令2中的全班同學不得深深安息，因睡覺違反命令受上吊懲罰，已死亡。
黑澤大輝（聲：堀之内仁）
於命令2中的全班同學不得深深安息，因睡覺違反命令受燒死懲罰，已死亡。
榊原俊文（聲：堀内隼人）
於命令2中的全班同學不得深深安息，因睡覺違反命令受上吊懲罰，已死亡。
神馬竜也（聲：外崎友亮）
於命令2中的全班同學不得深深安息，因睡覺違反命令受失血懲罰，已死亡。
宅見七海（聲：花房里枝）
於命令2中的全班同學不得深深安息，因睡覺違反命令受上吊懲罰，已死亡。
井口明日香
於命令2中的全班同學不得深深安息，因睡覺違反命令受上吊懲罰，已死亡。
稻葉雅彥
於命令2中的全班同學不得深深安息，因睡覺違反命令受心臟麻痺懲罰，已死亡。
上松雪
於命令2中的全班同學不得深深安息，因睡覺違反命令受窒息懲罰，已死亡。
池谷華子
於命令2中的全班同學不得深深安息，因睡覺違反命令受上吊懲罰，已死亡。
櫻井惠
於命令2中的全班同學不得深深安息，因睡覺違反命令受上吊懲罰，已死亡。
高村美沙
於命令2中的全班同學不得深深安息，因睡覺違反命令受上吊懲罰，已死亡。
谷川鮎美
於命令2中的全班同學不得深深安息，因睡覺違反命令受分屍懲罰，已死亡。
長谷川翔
於命令2中的全班同學不得深深安息，因睡覺違反命令受上吊懲罰，已死亡。
榛名蒼
於命令2中的全班同學不得深深安息，因睡覺違反命令受斬首懲罰，已死亡。
綠川隼人
於命令2中的全班同學不得深深安息，因睡覺違反命令受上吊懲罰，已死亡。
高田真（聲：高田誠）
於命令2中的全班同學不得深深安息，因睡覺違反命令受上吊懲罰，已死亡。

## 製作團隊
- 原作 - 金澤伸明、連打一人、栗山廉士
- 監督 - 佐佐木勅嘉
- 助手監督 - 星野美鈴
- 系列構成 - 古怒田健志
- 人物設計 - そらもとかん、伊藤陽祐
- 道具設計 - 野尻美波、清水美穗
- 總作畫監督 - そらもとかん
- 色彩設計 - 近藤直登
- 美術監督・美術設定 - 中原英統
- 編輯 - 堀川和人
- 攝影監督 - 林コージロー
- 音樂 - 長田直之
- 音樂製作 - SPACEY MUSIC ENTERTAINMENT
- 音響監督 - 大室正勝
- 音樂製作人 - 安田spacey尊行
- 製作人 - 小沼利行、小林泰久、柱山泰佐、森田剛、石原直樹、阿部直樹、安田spacey尊行、伊藤大河、竹内崇剛、鈴木英昭、三枝俊光、吉田裕二、菊島憲文、磯谷德知
- 動畫製作人 - 石原直樹
- 動畫製作 - Seven
- 製作 - 「國王遊戲 The Animation」製作委員会（博報堂、雙葉社、Seven、日本華納音樂、SPACEY MUSIC ENTERTAINMENT、エイ・クラフト、Amuse、Blue、東販、Kakao Japan、KADOKAWA、AT-X）

## 主題曲
片頭曲「FEED THE FIRE」
填詞：Masato；作曲：Y.K.C；主唱：coldrain
片尾曲「Lost Paradise」
填詞：安田尊行，作曲：，主唱：Pile（岩村莉愛）

## 各話標題
| 話數 | 日文標題 | 中文標題 | 劇本       | 分鏡                         | 演出              | 作畫監督                                                    |
| ---- | -------- | -------- | ---------- | ---------------------------- | ----------------- | ----------------------------------------------------------- |
| 1    |          | 再壞     | 古怒田健志 | 佐佐木勅嘉                   | 佐佐木勅嘉        |                                                             |
| 2    |          | 痕亂     | 高田誠     | 小川優樹                     | 星野美鈴          | 伊藤陽祐、半田大貴                                          |
| 3    |          | 融情     | 岡篤志     | 佐佐木勅嘉 殿勝秀樹 半田大貴 | 星野美鈴          | 馬場龍一、Hwang Youngsik                                    |
| 4    |          | 解冥     | 石野敦夫   | 龍輪直征                     | 左藤洋二 安藤貴史 | 德田夢之介                                                  |
| 5    |          | 業泣     | 谷村大四郎 | 小川優樹                     | 千葉孝幸          | 小川浩司、吉田肇、柄谷綾子 千葉孝幸、坪田慎太郎             |
| 6    |          | 反虐     | 古怒田健志 | 松園公                       | 星野美鈴          | 宮秀曉、半田大貴、馬場龍一 西村元秀、Hwang Youngsik         |
| 7    |          | 永厭     | 高田誠     | 宮原秀二                     | 宮原秀二          | 伊藤陽祐、半田大貴、谷口繁則                                |
| 8    |          | 血斷     | 岡篤志     | 殿勝秀樹                     | 殿勝秀樹          | Kim Bongdeok                                                |
| 9    |          | 楔束     | 石野敦夫   | 有江勇樹                     | 有江勇樹          | Lee Seongjae、Kim Bongdeok Hwang Youngsik                   |
| 10   |          | 凶走     | 谷村大四郎 | 西森章                       | 左藤洋二          | 服部憲知、小平はじめ、辻初樹 飯塚葉子、小山りょう、田中誠輝 |
| 11   |          | 前侵     | 高田誠     | 小川優樹                     | 千葉孝幸          | 小川浩司、吉田肇、坪田慎太郎                                |
| 12   |          | 終怨     | 古怒田健志 | 佐佐木勅嘉 星野美鈴          | 星野美鈴          | 伊藤陽祐、半田大貴 Hwang Youngsik                           |

## 播放電視台
| 播放期間                 | 播放時間                   | 播放電視台 | 対象地域 | 備註                    |
| ------------------------ | -------------------------- | ---------- | -------- | ----------------------- |
| 2017年10月5日 - 12月21日 | 星期四 23:30 - 星期五 0:00 | AT-X       | 日本全域 | CS放送 / 重播           |
| 2017年10月7日 - 12月23日 | 星期六 1:40 - 2:10         | TOKYO MX   | 東京都   |                         |
| 2017年10月9日 - 12月25日 | 星期一 1:30 - 2:00         | BS11       | 日本全域 | BS放送 / 『ANIME+』頻道 |

| 配信期間                  | 配信時間           | 配信網頁      |
| ------------------------- | ------------------ | ------------- |
| 2017年10月7日 - 12月23日  | 星期六 12:00 更新  | d ANIME STORE |
| 2017年10月10日 - 12月26日 | 星期二 0:00 - 0:30 | AbemaTV       |

## BD&DVD
| 卷數 | 發售日         | 收錄話數       | 規格編號  | 規格編號  |
| 卷數 | 發售日         | 收錄話數       | BD        | DVD       |
| ---- | -------------- | -------------- | --------- | --------- |
| 1    | 2017年12月20日 | 第1話、第2話   | ASBD-1199 | ASBY-6093 |
| 2    | 2018年1月24日  | 第3話、第4話   | ASBD-1200 | ASBY-6094 |
| 3    | 2018年2月21日  | 第5話、第6話   | ASBD-1201 | ASBY-6095 |
| 4    | 2018年3月14日  | 第7話、第8話   | ASBD-1202 | ASBY-6096 |
| 5    | 2018年4月25日  | 第9話、第10話  | ASBD-1203 | ASBY-6097 |
| 6    | 2018年5月23日  | 第11話、第12話 | ASBD-1204 | ASBY-6098 |

## 外部連結
- 電視動畫「國王遊戲 The Animation」官網（页面存档备份，存于）（日語）
- 電視動畫「國王遊戲 The Animation」巴哈姆特動畫瘋直播專題（页面存档备份，存于）（繁體中文）
- 電視動畫「國王遊戲 The Animation的X（前Twitter）（日語）